# Kurt Stengel
Kurt Stengel (* 22. Oktober 1907 in Karlsruhe; † 20. Juni 2001 ebenda) war Leiter der Stadtwerke Karlsruhe.

## Leben
Kurt Stengel legte 1926 das Abitur am humanistischen Bismarck-Gymnasium Karlsruhe ab. Im Sommer 1926 erledigte er ein handwerkliches Industriepraktikum bei der Maschinenbau-Gesellschaft Karlsruhe. Ab dem Wintersemester 1926/27 studierte er Elektrotechnik an der Technischen Hochschule Karlsruhe und beendete im Sommer 1932 das Studium als Diplom-Ingenieur. Während des Studiums wurde er Mitglied beim Corps Saxonia Karlsruhe.
Aufgrund der schwierigen Arbeitsmarktlage überbrückte Stengel jene Zeit durch eine unbezahlte Halbtagestätigkeit als Assistent beim Lehrstuhl für Elektromaschinenbau. Im November 1932 entschloss er sich zu einer dreijährigen Ausbildungstätigkeit bei der Reichsbahn als Reichsbahn-Bauführer und anschließender Prüfung zum Regierungsbaumeister. Nun ergab sich im Januar 1936 die Möglichkeit einer Anstellung beim Reichsluftfahrtministerium in Berlin. 1937 folgte eine Anstellung bei der Stadt Karlsruhe als Baurat für die Stadtwerke. Sie wurde allerdings schon nach knapp einem Jahr unterbrochen durch den Ausbruch des Zweiten Weltkrieges und er wurde zur Luftnachrichtentruppe einberufen.
1946 konnte die Tätigkeit bei den Stadtwerken wieder aufgenommen werden. Zuerst folgte der Wiederaufbau der Straßenbahn und 1953 erfolgte die Ernennung zum Stadtoberbaurat, 1957 die Bestellung zum obersten Betriebsleiter der Albtalbahn und zum Stadtbaudirektor und 1960 zum Prokuristen der neu gegründeten Albtal-Verkehrs-Gesellschaft.
1966 wurde Stengel zum Leiter der Stadtwerke bestellt. Damit hatte er die oberste Verantwortung für die gesamte Strom-, Gas- und Wasserversorgung der Stadt, für die Verkehrsbetriebe und für die Rheinhäfen sowie weiterhin für die Albtalbahn. 1974 wurde er pensioniert und im Januar 1975 von einer Karlsruher Delegation verabschiedet.

## Auszeichnungen
- Ehrenbursch des Corps Saxonia
- Bundesverdienstkreuz am Bande (1976)